# Назрановцы
Назра́новцы (ингуш. На́ьсархой):
1. Современный этнохороним города Назрань и Назрановского района Республики Ингушетия;
2. Историческое название части ингушского населения — выходцев из Тарской долины, появившееся в период их возвращения в Назрановскую долину и её освоения в конце XVIII — начале XIX вв[1]. Позднее распространилось и на ту часть ингушского населения заселявших в начале XIX века территории Алханчуртской долины и северной части современного Сунженского района[2]